# Aclaramiento renal
El aclaramiento o depuración renal es un parámetro mediante el cual es posible evaluar algunos aspectos de la función renal.

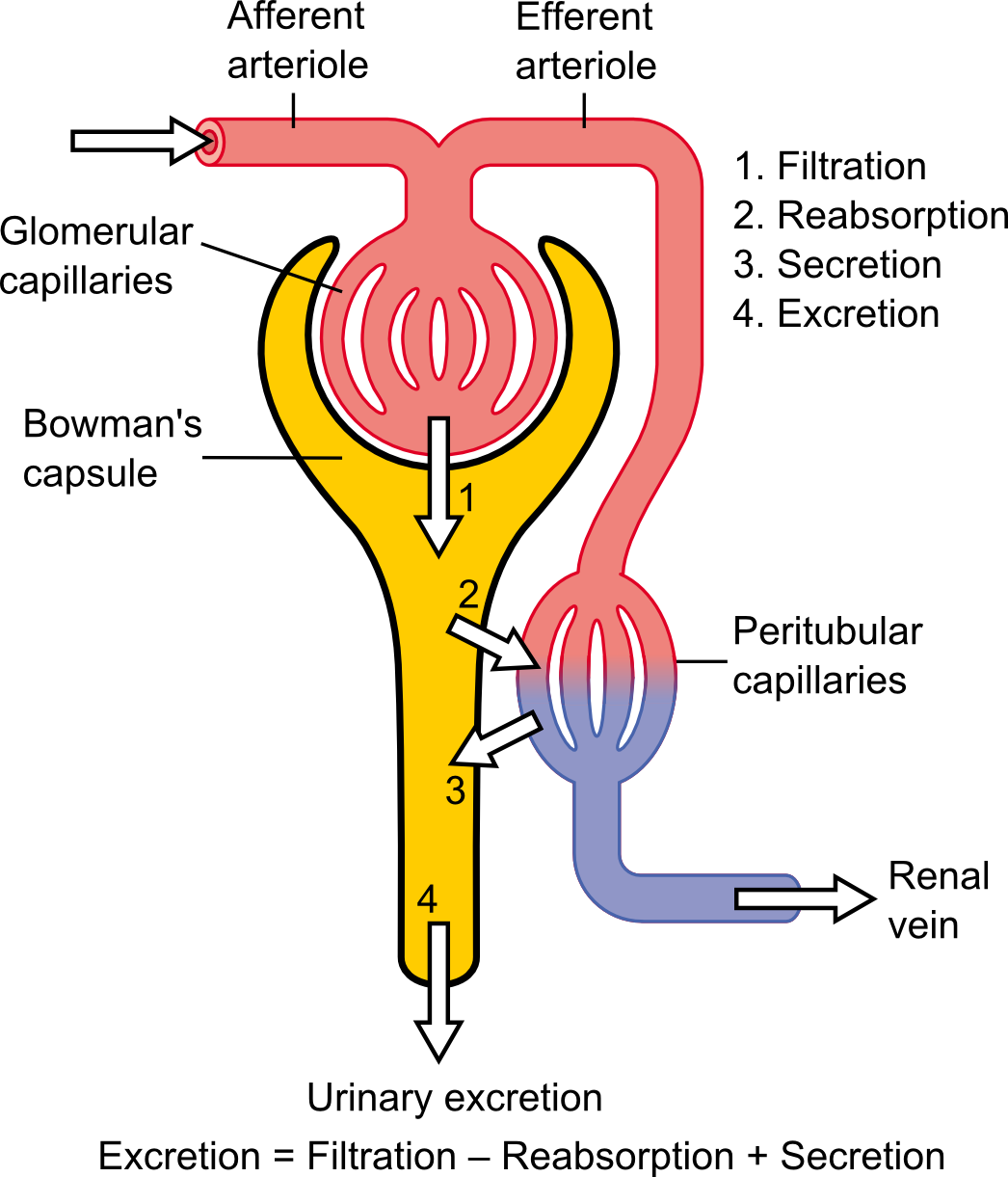
Fisiología de la nefrona.

El aclaramiento siempre está referido a una determinada sustancia, que de forma genérica se denomina X, donde X puede ser cualquier sustancia disuelta en la sangre que pueda llegar hasta el riñón.

## Definición
El aclaramiento se define como el volumen de plasma sanguíneo (en ml) que, por efecto de la función renal, queda libre de la sustancia X en la unidad de tiempo (en minutos).

## Cálculo
Sea Qx [mol/s] la cantidad de sustancia que, en la unidad de tiempo, el riñón ha extraído del plasma hacia la orina. Como en una solución, la concentración de una sustancia es la cantidad de ésta que se encuentra por unidad de volumen de solución:
Sx=Qx/V
donde Sx es la concentración de la sustancia X en la solución S, Qx es la cantidad de sustancia que hay en la solución y V es el volumen de  la solución, entonces en la orina:
Qx = Ux V
siendo Ux la concentración [mol/l] de la sustancia en la orina y V [l/s] el flujo de orina 
y también
Qx = Px C
siendo Px la concentración [mol/l]  de la sustancia en el plasma y Cx el flujo [l/s] de plasma donde se encontraba la sustancia
Puesto que ambas cantidades de sustancia son la misma, igualando las dos expresiones y despejando Cx se llega a:
Cx =Ux V / Px
por lo tanto para calcular el aclaramiento renal de una sustancia  hay que medir su  concentración en orina y en el plasma y conocer el flujo de orina.
Está implícito en el cálculo que la concentración de la sustancia en el plasma se debe de mantener constante durante el periodo de tiempo necesario para obtener la muestra de orina.

### Ejemplo
Normalmente el volumen de orina producida en 24 horas es de 1500 ml y la concentración de sodio en ella es de 100 mEq/l. La concentración de sodio en el plasma es de 140 mEq/l. El aclaramiento de sodio será:
CNa = 100 * (1,5/24/60/60) / 140 = 1,240 10-5  ls-1
En la práctica se expresa en ml/min y resulta así:
CNa = 0,744 mlmin-1

## Casos particulares

### Aclaramiento de glucosa
```
glucosa
 es una sustancia que se filtra fácilmente en el 
glomérulo renal
 por lo que forma parte de la orina primaria pero después es reabsorbida en su totalidad y en condiciones normales no aparece en la orina.  Si consideramos normal una producción de orina de 1,5 L/día y una concentración de glucosa en el plasma de 0,8 g/l, el aclaramiento de glucosa será:
```

CGLUCOSA = 0 * (1,5/24/60/60) / 0,8 = 0
Cuando la concentración de glucosa en el plasma aumenta mucho el riñón no es capaz de reabsorber toda la que se filtra y entonces la concentración en la orina tiene un valor positivo y el aclaramiento ya no será nulo.

### Aclaramiento de inulina
La inulina es un glúcido de excreción renal. En el riñón se filtra y no se reabsorbe ni se secreta , por lo que en la orina aparece todo lo filtrado, siendo en consecuencia un buen marcador de la función renal ya que el aclaramiento de inulina coincide con el flujo de filtrado glomerular.
En general las substancias cuyo aclaramiento es mayor que el de la inulina es porque en el riñón se filtran y también se segregan y aquellas cuyo aclaramiento es menor que el de la inulina es porque en el riñón se filtran y se reabsorben. El aclaramiento nulo puede ser  como en la glucosa, porque se filtran y reabsorben totalmente, pero también es lo que ocurre cuando una substancia no se filtra, ni se segrega, como es el caso de las proteínas de elevado peso molecular.

### Aclaramiento de creatinina
La creatinina es una substancia que se encuentra en el organismo como producto del metabolismo muscular y aunque se filtra en el riñón, también se segrega y puede que se reabsorba, pero su aclaramiento es muy parecido al de inulina, y por lo tanto al flujo de filtrado glomerular debido a que se compensan los errores de medida y los efectos distintos de la filtración. De hecho el aclaramiento de creatinina es el parámetro con el que, habitualmente, se evalúa la función renal en la clínica.

### Aclaramiento de ácidopara-aminohipúrico
Frente a lo que se piensa comúnmente, es raro que una sustancia sea extraída en su totalidad de la sangre la primera vez que pasa por el riñón. Para ello la sustancia debe ser filtrada y segregada, pero no reabsorbida. El ácido para-aminohipúrico es una de estas sustancias y su aclaramiento mide, por lo tanto, el flujo plasmático renal.
En efecto, si empleamos la fórmula más general del aclaramiento:
Cx = Q (Xa-Xv)Xa
donde Q es el flujo sanguíneo del órgano (en este caso el riñón) y Xa-Xv la diferencia arteriovenosa de concentración de la sustancia  y consideramos que Xv=0 ya que la substancia desaparece de la sangre queda:
Cx = Q

### Aclaramiento osmolar
Un caso especial se da cuando se estudia la función renal respecto del conjunto de substancias que determinan la osmolaridad plasmática y se obtiene el aclaramiento osmolar:
Cosmolar = Uosmolar V / Posmolar
De la fórmula se deduce que cuando la orina que se produce es isotónica con el plasma, es decir tiene la misma osmolaridad que el plasma, el aclaramiento osmolar será igual al flujo de orina:
Cosmolar =  V 
Cuando la orina es hipertónica, es decir su osmolaridad es mayor que la del plasma y por lo tanto es una orina concentrada (lo que implica que se está produciendo una eliminación neta de solutos), el aclaramiento osmolar será mayor que el flujo de orina.
Cuando la orina es hipotónica por ser su osmolaridad menor que la del plasma el aclaramiento osmolar es menor que el flujo de orina y lo que ocurre es una pérdida neta de agua plasmática.

### Aclaramiento de agua libre
Se define como la diferencia entre el flujo de orina y el aclaramiento osmolar:
C H20 = V - Cosmolar
Puesto que una orina isotónica implica un aclaramiento osmolar igual al flujo de orina, el aclaramiento de agua libre será nulo, el riñón, entonces, funciona de manera que ni añade ni quita agua del plasma.
Cuando la orina es hipertónica el aclaramiento de agua libre será negativo ya que el aclaramiento osmolar supera al flujo de orina. Se puede decir que el riñón, aquí, funciona como si añadiera agua al plasma, es decir, ahorra agua al organismo. Esta es la situación más habitual en el organismo normal.
Cuando la orina es hipotónica, el aclaramiento de agua libre es positivo, es decir, el riñón funciona, en este caso, eliminando agua del organismo. El aclaramiento de agua libre es, en este caso, la cantidad de agua que habría que quitar de la orina para volverla isotónica.
El término osmolar se refiere a la concentración de solutos por litro de solución, es más correcto emplear el término osmolal que se refiere a la concentración de solutos por kilo de agua. Conceptualmente se llega a las mismas conclusiones en ambos casos.